# Allium scilloides
Allium scilloides là một loài thực vật có hoa trong họ Amaryllidaceae. Loài này được Douglas ex S.Watson mô tả khoa học đầu tiên năm 1879.